# Christiane Driesen
Christiane Jacqueline Elisabeth Driesen (* in Paris) ist eine französische Gerichtsdolmetscherin und juristische Übersetzerin an nationalen und internationalen Gerichten, Gründungsmitglied und Vize-Präsidentin der EULITA (European Legal Interpreters and Translators Association), Vorsitzende des Committee for Court and Legal Interpreting der AIIC, Autorin zahlreicher Publikationen zum Thema Gerichtsdolmetschen und Dolmetscherausbildung sowie Leiterin eines Weiterbildungsprojekts für Gerichtsdolmetscher an der Universität Hamburg.

## Leben und Wirken
Nach dem Magisterabschluss, den Christiane Driesen 1967 erlangte, unterrichtete, übersetzte und dolmetschte sie. 1974 nahm sie an einem Einführungskurs für das deutsche und französische Recht teil, um zwei Jahre später als vereidigte Dolmetscherin tätig zu sein. Seit 1976 arbeitet sie als Gerichtsdolmetscherin und juristische Übersetzerin unter anderem für Wirtschaft, EU-Institutionen, den EuGH, den Europarat und den Internationalen Seegerichtshof. 1985 promovierte Christiane Driesen an der Ecole Supérieure d’Interprétation et de Traduction (ESIT) der Universität Paris III – Sorbonne Nouvelle. 
Von 1985 bis 1995 war sie als Bundesreferentin im Bundesverband der Dolmetscher und Übersetzer e.V. (BDÜ) tätig. 1991 bis 1992 organisierte Driesen, zusammen mit dem Zentrum für deutsche Gebärdensprache in Hamburg, Ausbildungskurse für Gebärdensprachdolmetscher sowie Lautsprachdolmetscher zur Einführung in das Gerichtsdolmetschen und die juristische Terminologie. 1994 bis 1996 leitete sie im Weiterbildungsverein der Universität Hamburg UNITRAIN eine Ausbildung für Gerichtsdolmetscher und -übersetzer. Bei der Konzeption dieser Ausbildung war Driesen aktiv beteiligt. Von 1998 bis 2010 war sie Professorin an der Hochschule Magdeburg-Stendal und leitete in dieser Eigenschaft den Studiengang Fachdolmetschen am Fachbereich Kommunikation und Medien.
2000 bis 2002 bekleidete sie im BDÜ das Amt der Vizepräsidentin in der Abteilung Gerichtsdolmetschen. 2008 übernahm sie die wissenschaftliche Leitung des Weiterbildungsstudiums Gerichtsdolmetschen an der Universität Hamburg. Im gleichen Jahr erfolgte eine achtwöchige Gastprofessur in Conceptión, Chile, wo sie bei der Gründung eines Dolmetschstudienganges mitwirkte. Driesen ist seit 2009 Gründungsmitglied und Vizepräsidentin der EULITA (European Legal Interpreters and Translators Association).

## Publikationen (Auswahl)
- Gerichtsdolmetschen. In: Hans G. Hönig, Paul Kußmaul, Peter A. Schmitt (Hrsg.): Handbuch Translation. Stauffenburg, Tübingen 1998, ISBN 3-86057-995-9.
- Gerichtsdolmetschen – Praxis und Problematik. In: Joanna Best, Sylvia Kalina (Hrsg.): Übersetzen und Dolmetschen. Eine Orientierungshilfe. UTB, Tübingen 2002, ISBN 3-8252-2329-9.
- mit Haimo-Andreas Petersen: Gerichtsdolmetschen. Grundwissen und -fertigkeiten. Narr, Tübingen 2011, ISBN 978-3-8233-6477-1.
- Die Tandem-Lehrmethode zur Qualifizierung von Dolmetschern in seltenen Sprachen entsprechend der EU-Richtlinie 2010/64. In: Barbara Ahrens, Michaela Albl-Mikasa, Claudia Sasse (Hrsg.): Dolmetschqualität in Praxis, Lehre und Forschung. Gunter Narr Verlag, Tübingen 2012, ISBN 978-3-8233-6745-1.